# دکتر چا
دکتر چا (انگلیسی: Doctor Cha; کره‌ای: 닥터 차정숙) یک مجموعه تلویزیونی کره جنوبی سال ۲۰۲۳ با بازی اوم جونگ هوا به عنوان نقش اصلی در کنار کیم بیونگ چول، میونگ سه بین و مین وو هیوک است. این مجموعه از ۱۵ آوریل تا ۴ ژوئن ۲۰۲۳، روزهای شنبه و یکشنبه ساعت ۲۲:۳۰ (کی‌اس‌تی) از جی‌تی‌بی‌سی برای ۱۶ قسمت پخش شد. دکتر چا همچنین برای استریم در تیوینگ در کره جنوبی و نتفلیکس در منطق منتخب قابل دسترسی است.

## بازیگران

### اصلی
- اوم جونگ هوا در نقش چا جونگ سوک[۸]
  - پارک جو وون در نقش جوانی چا جونگ سوک[۹]
- کیم بیونگ چول در نقش سو این هو[۸][۱۰]
  - پارک ته این در نقش جوانی سو این هو
- میونگ سه بین در نقش چوی سونگ هی[۸]
  - مون یه جین در نقش جوانی چوی سونگ هی[۱۱]
- مین وو هیوک در نقش روی کیم[۸]